# Giác mút

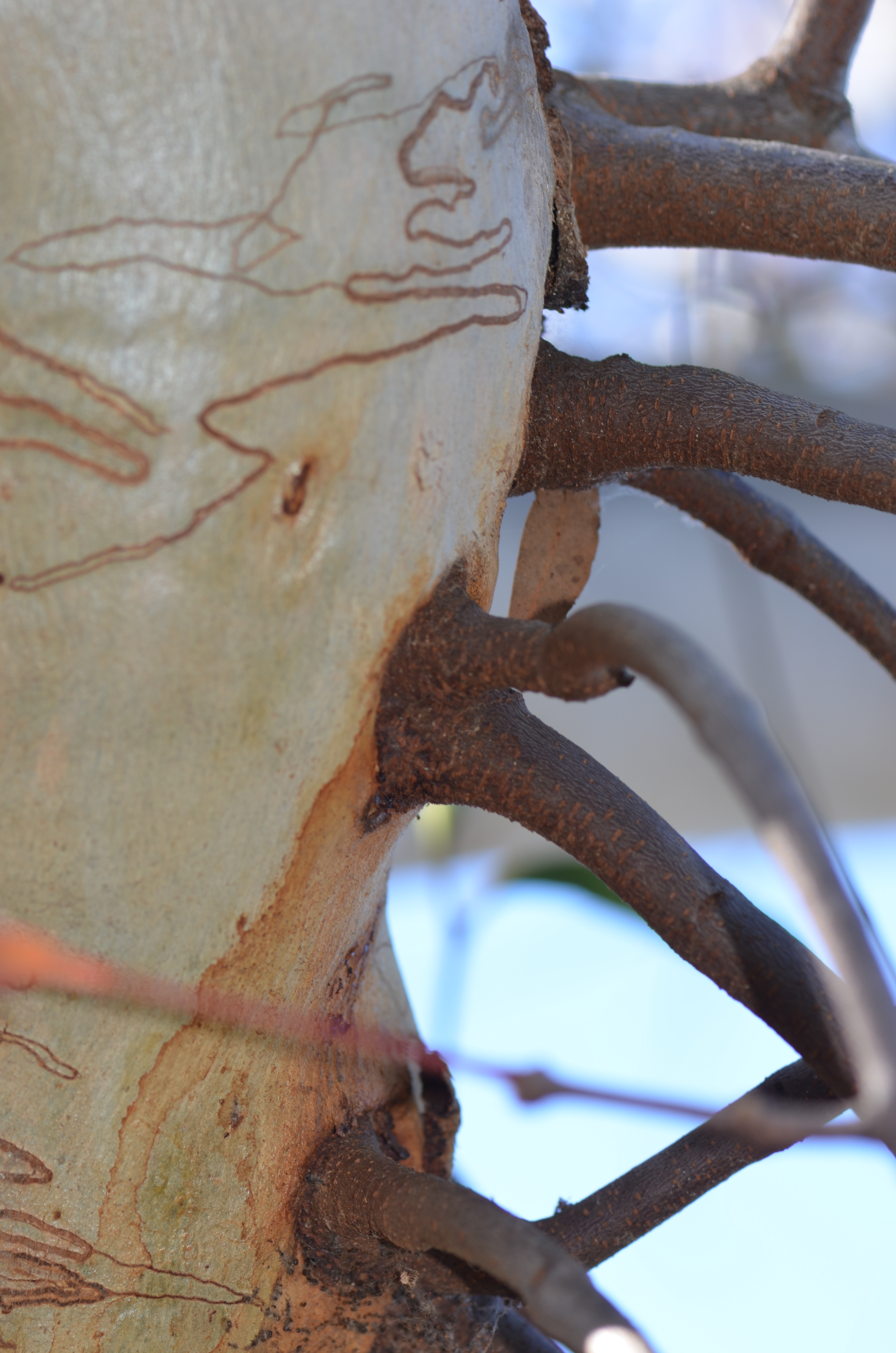
Giác mút của cây ký sinh Muellerina eucalyptoides sống bám vào cây Eucalyptus haemastoma.

Trong thực vật học và nấm học, giác mút (haustorium, số nhiều haustoria) là một cấu trúc dạng giống như rễ, mọc đâm xuyên vào một giá thể xung quanh nó để hút nước và dinh dưỡng từ giá thể này.
Ví dụ, các thực vật ký sinh như Họ Tầm gửi hay hầu hết họ Cỏ chổi, "rễ" giác mút của các loại cây này đâm xuyên vào mô của các cây chủ để hút dinh dưỡng và nước từ chúng. Giác mút mọc xuyên qua vách tế bào cây chủ để hút nước và dinh dưỡng trong khoảng không giữa vách tế bào và màng tế bào, nhưng không mọc xuyên qua màng tế bào. 
Trong các loài nấm, giác mút là phần phụ của các loài nấm ký sinh có chức năng tương tự.
Thuật ngữ haustorium bắt nguồn từ từ haustor của tiếng La Tinh, có nghĩa là "thứ có khả năng hút nước".